# Corazón rocker
Corazón Rocker!!! es el tercer y más reciente álbum de la banda Las Ultrasónicas  y realizado de manera independiente.

## Antecedentes
Poco después del lanzamiento en 2002 de su album previo (Ohh síí,más,más") se integran a la banda Roxxxy Glam en el bajo y Eddie Micro ( Flor Edwarda Gurrola) como vocalista principal y realizan una presentación en el Vive Latino, aunque Flor Edwarda solo permanece por seis meses. Pasados estos eventos ,un periodo de constancia y estabilidad llega a la banda con presentaciones en diferentes canales como Telehit así como varias presentaciones en el interior de la República. La banda viaja a Los Ángeles para hacer un cameo en la película Dream (2005) en la que participa con el tema" I'm Fuckin Pregnant" , además de aportar canciones a diferentes películas y documentales. Durante este lapso , Jenny Bombo y Ali Gua Gua toman la voz principal . La actividad en el estudio se mantendría para la grabación en  2004 cuando graban "Camel de Sevilla " para la pelicula mexicana "Matando Cabos" y en 2005 "Nada me pone" para el documental "1973".La agrupación de manera independiente se mete a grabar un tercer disco en 2006.

## Grabación
"Corazón Rocker" fue una obra independiente y financiado por las Ultrasónicas una vez que terminó en acuerdo con Sony y Discos Termita .Las sesiones de grabación comenzaron en septiembre de 2006 bajo la producción de Mike "Mouth" Lucas miembro de The Phamtom Surfers y Carlos Navarrete de la banda 6m$Weirdo. Los trabajos de mezcla se hicieron en enero de 2007 por John Finkbeiner y el mismo Michael Lucas en San Francisco. Rafael Salgado "El Wea" reconocido musico de la escena mexicana por ser la harmónica de "El Tri" participó en el tema "Freak de la sociedad". Jenny Bombo y Ali Gua Gua además de su respectivo instrumento toman un rol mucho más protagonista en las voces , Roxxxy Glam aporta coros aunque conforme fue evolucionando su performance en el escenario, fue tomando la voz en las presentaciones en vivo. El único tema trabajado de manera asilada fue "Hijo de papá"  grabado en un estudio diferente  en el Ajusco y con beats por "Los Vigilantes "( Tekatronic,Wanatos y Mamer) asi como una pequeña participación vocal de Nelly David. En la contraportada del album quedaron como sello de grabación "Discos Ultrasonicas" ratificando que se trataba de un album independiente y Vera Inc. Producciones . El disco fue presentado únicamente en formato de CD . De manera paralela reciben la invitación por parte de Micky Huidrobo de Molotov para grabar el tema "Blanco (que no te lo echen en cara)" para el acoplado "Muchachitos de Porra Vol. 2" , un album publicado en CD . 

## Composición
11 temas fueron publicados en "Corazon Rocker" .10 composiciones propias fueron presentadas para el "Corazón Rocker" de las cuales 8 eran inéditos. Fieles a su costumbre de incluir algún cover realizan una versión del tema "This Angry Silence" de la banda Television Personalities. Dos temas presentados en películas previamente lanzadas fueron también agregados al álbum siendo "Camel de Sevilla" (Matando Cabos,2004) y "I'm Fucking Pregnant" ( Dream,2005) donde además la banda realiza un cameo en película presentando dicha canción. En el caso de "Camel de Sevilla"  se trata de una versión diferente ya que en el Soundtrack de la película "Matando Cabos " el tema se presenta con una duración de 3:23 y partes habladas a manera de narración mientras que para el álbum fue acortado a más de la mitad y eliminando la voz para convertirse en un tema 100% instrumental.  "Vive Cochino" es un tema por encargo para el festival "Vive Latino" aunque resultó ser un tema de crítica por sugerencia de Ali Gua Gua. La experimentación y la búsqueda de nuevos sonidos se dan en el tema "Hija de Papá" la banda coquetea con nuevos ritmos como el rap, esta canción se presentó en  vivo previo a la grabación del disco y bautizada de manera informal como "El Rap de Ali Pacino ". Algunos temas  ya venían siendo presentados por la banda en vivo previo a la grabación en el álbum como el caso de "Ñero"  que fue interpretado desde 2003 en las presentaciones de promoción del disco anterior, dicha canción está inspirada en la amistad que tenían Las Ultrasónicas con Las Víctimas del Dr. Cerebro , incluso siendo Jenny Bombo y El Abulón roommates.  La composición de todos los temas originales quedaron acreditados a Las Ultrasónicas

## Promoción
El album fue lanzado únicamente en formato de CD y un video fue grabado para promocionar el álbum , siendo "El Rock de la pájara Peggy" la canción seleccionada como primer sencillo . El video fue grabado en Veracruz y la canción tuvo rotación en las estaciones de rock en México. Un performance con "Peggy" se mantiene hasta el dia de hoy en las presentaciones del grupo . Una serie de presentaciones en la republica mexicana apoyaron la difusión del disco .

## Arte del disco
La foto de portada fue tomada por María Isabel Rueda y el Arte del álbum diseñado por Yibrán Asuad quien ya había trabajado previamente con Las Ultrasónicas en el disco  "Ohh sii , más, más!!!" . La portada presentaría el emblema de la banda (corazón y estrella invertida) que se mantiene hasta la fecha como uno de los elementos mas reconocibles de la banda .El interior presenta las letras de todos los temas y las redes sociales disponibles de la banda en aquella época (MySpace y Fotolog ) . El disco lanzado únicamente en formatos de CD contiene en el Booklet los agradecimientos individuales de Ali, Jenny y Roxxxy y sobre el CD (el disco físico) los agradecimientos grupales .

## Lista de canciones
| N.º | Título                       | Vocalista principal | Duración |  |
| 1.  | «Necesito Acción»            | Ali Gua Gua         | 2:13     |  |
| 2.  | «I´m fucking pregnant»       | Jenny Bombo         | 2:45     |  |
| 3.  | «Vive Cochino»               | Ali y Jenny         | 2:04     |  |
| 4.  | «El Rock de la Pajara Peggy» | Ali y Jenny         | 3:02     |  |
| 5.  | «Ñero»                       | Jenny Bombo         | 2:39     |  |
| 6.  | «Camel de Sevilla»           | Instrumental        | 1:33     |  |
| 7.  | «Juventud Senil»             | Ali Gua Gua         | 1:58     |  |
| 8.  | «Freak de la Sociedad»       | Jenny Bombo         | 2:45     |  |
| 9.  | «Loser Mentality»            | Ali Gua Gua         | 2:02     |  |
| 10. | «Agrio Silencio»             | Ali y Jenny         | 2:48     |  |
| 11. | «Hija de papá»               | Ali Gua Gua         | 3:05     |  |

## Personal
Las Ultrasónicas
- Jenny Bombo: Bateria,voz solista
- Roxxxy Glam: Bajo, coros
- Ali Gua Gua Guitarras, voz solista

- Michael Lucas: Producción y Mezclas
- Carlos Navarrete: Producción
- John Finkbeiner : Mezclas
- Rafael Salgado "El Wea": Harmónica en "Freak de la sociedad"
- María Isabel Rueda: Fotografía de portada
- Yibran Asuad: Arte